# Stan Lazaridis
Stanley Lazaridis (*Perth, Australia, 16 de agosto de 1976) es un exfutbolista australiano, de ascendencia griega. Jugó de volante y su primer equipo fue West Adelaide SC.

## Selección nacional
Fue internacional con la Selección de fútbol de Australia, jugó 60 partidos internacionales.

## Participaciones en Copas del Mundo
| Mundial                        | Sede     | Resultado        |
| ------------------------------ | -------- | ---------------- |
| Copa Mundial de Fútbol de 2006 | Alemania | Octavos de final |

### Participaciones Internacionales
| Torneo                                 | Sede                  | Resultado    |
| -------------------------------------- | --------------------- | ------------ |
| Copa Confederaciones 1997              | Arabia Saudita        | Subcampeón   |
| Copa de las Naciones de la OFC de 2000 | Polinesia Francesa    | Campeón      |
| Copa Confederaciones 2001              | Corea del Sur y Japón | Tercer lugar |

## Clubes
| Club               | País       | Año       |
| ------------------ | ---------- | --------- |
| West Adelaide SC   | Australia  | 1992-1995 |
| West Ham United    | Inglaterra | 1995-1999 |
| Birmingham City FC | Inglaterra | 1999-2006 |
| Perth Glory        | Australia  | 2006-2008 |

## Palmarés

### Copas internacionales
| Título                         | Club      | País      | Año  |
| ------------------------------ | --------- | --------- | ---- |
| Copa de las Naciones de la OFC | Australia | Australia | 2000 |